# Davanti agli occhi
Davanti agli occhi (The Life Before Her Eyes) è un film del 2007 diretto da Vadim Perelman, basato sul romanzo La vita davanti ai suoi occhi di Laura Kasischke, ispirato al tragico massacro della Columbine High School.
Il film è stato distribuito in Italia il 2 gennaio 2009.

## Trama
Diana e Maureen sono molto amiche, vivono assieme le fasi della loro ribelle adolescenza, fatta di feste, spinelli e ragazzi, nonostante i loro caratteri opposti, una anticonformista e l'altra più pacata. Una tranquilla mattina come tante segnerà per sempre le loro vite, mentre si trovano nei bagni della scuola odono grida e spari provenire dai corridoi della scuola, improvvisamente uno studente di nome Michael irrompe nel bagno puntando un'arma contro di loro. Diana e Maureen si sentono ad un passo dalla morte, ma Michael offre a loro una scelta, chiedendo alle due ragazze di indicargli a chi delle due avrebbe dovuto sparare e Maureen si offre volontaria.
A quindici anni di distanza da quel tragico evento, Diana è ormai una donna, sposata e madre di una bambina di nome Emma, sveglia ma con il vizio di giocare sempre a nascondersi. La vita di Diana sembra perfetta, nonostante gli alti e bassi con il marito Paul e il carattere ribelle della figlia, ma i ricordi di quel tragico giorno continuano a tormentarla.